# Contea di Cavan
Cavan (in gaelico irlandese: An Cabhán; esteso Contae an Chabháin) è una delle contee della Repubblica d'Irlanda, si trova nella provincia storica dell'Ulster.
È una delle tre contee della provincia che non fanno parte del Regno Unito, insieme al Monaghan e al Donegal. La sua popolazione è di circa 73 000 persone (censimento 2011).

## Geografia fisica
La contea di Cavan si estende per 1931 km² su un territorio quasi completamente pianeggiante con l'eccezione di qualche piccola zona collinare. Essa confina con le contee di Monaghan, Leitrim, Longford, Meath e Westmeath nella Repubblica, e con la contea di Fermanagh nell'Irlanda del Nord.
La contea è caratterizzata da un elevato numero di drumlin all'interno, spesso separati da specchi d'acqua. L'area nord-occidentale della contea è poco popolata e più montagnosa. I monti Breifne raggiungono il punto più elevato, il Cuilcagh alto 665 metri.
Il Cavan è molto importante a livello idrologico in quanto contiene le sorgenti di molti dei fiumi più importanti d'Irlanda. Il cosiddetto Shannon Pot, ovvero la sorgente dello Shannon, fiume più lungo della nazione, è situato sulle pendici del Culicagh. L'Erne, altro fiume importante irlandese, nasce come emissario del Beaghy Lough, 3 km a sud di Stradone nel Cavan e scorre per 120 km formando il vasto Lough Erne. Tra gli altri fiumi importanti vanno annoverati il Blackwater emissario del Lough Ramor affluente del Boyne a Navan; il Dee che sgorga nei pressi di Bailieborough, l'Annalee che scorre dal Lough Sillan fino a confluire nell'Erne, il Cladagh la cui sorgente è situata sul Cuilcagh e che si dirige subito in Fermanagh. Il Glyde e l'Owenroe anche nascono nel Cavan.
Il Cavan è conosciuto come 'The Lakeland County' (La Contea Lacustre) e si dice contenga nel suo territorio 365 laghi. Con 18,8 km² di estensione, il Lough Sheelin è il lago più vasto della contea ed è situato nelle aree meridionali della stessa, formando il confine fra tre contee, Cavan appunto, Meath e Westmeath. Un vasto complesso di laghi situati nelle zone occidentali e settentrionali della contea costituiscono delle Specially Protected Areas (SPA): il Lough Oughter è l'esempio più palese. Altri laghi inclusi in riserve naturali come il Lough Gowna e il Lough Ramor sono situati nelle aree meridionali e orientali della contea. Il Cavan ha un paesaggio in prevalenza pianeggiante (drumlin) e possiede meno di 7 000 acri di terreno boschivo, soltanto il 3,6% dell'area totale. Le principali foreste sono la Bellamont Forest vicino Cootehill, il Killykeen Forest Park sul Lough Oughter (gestito dalla Coillte), il Dún na Rí Forest Park e la Burren Forest.

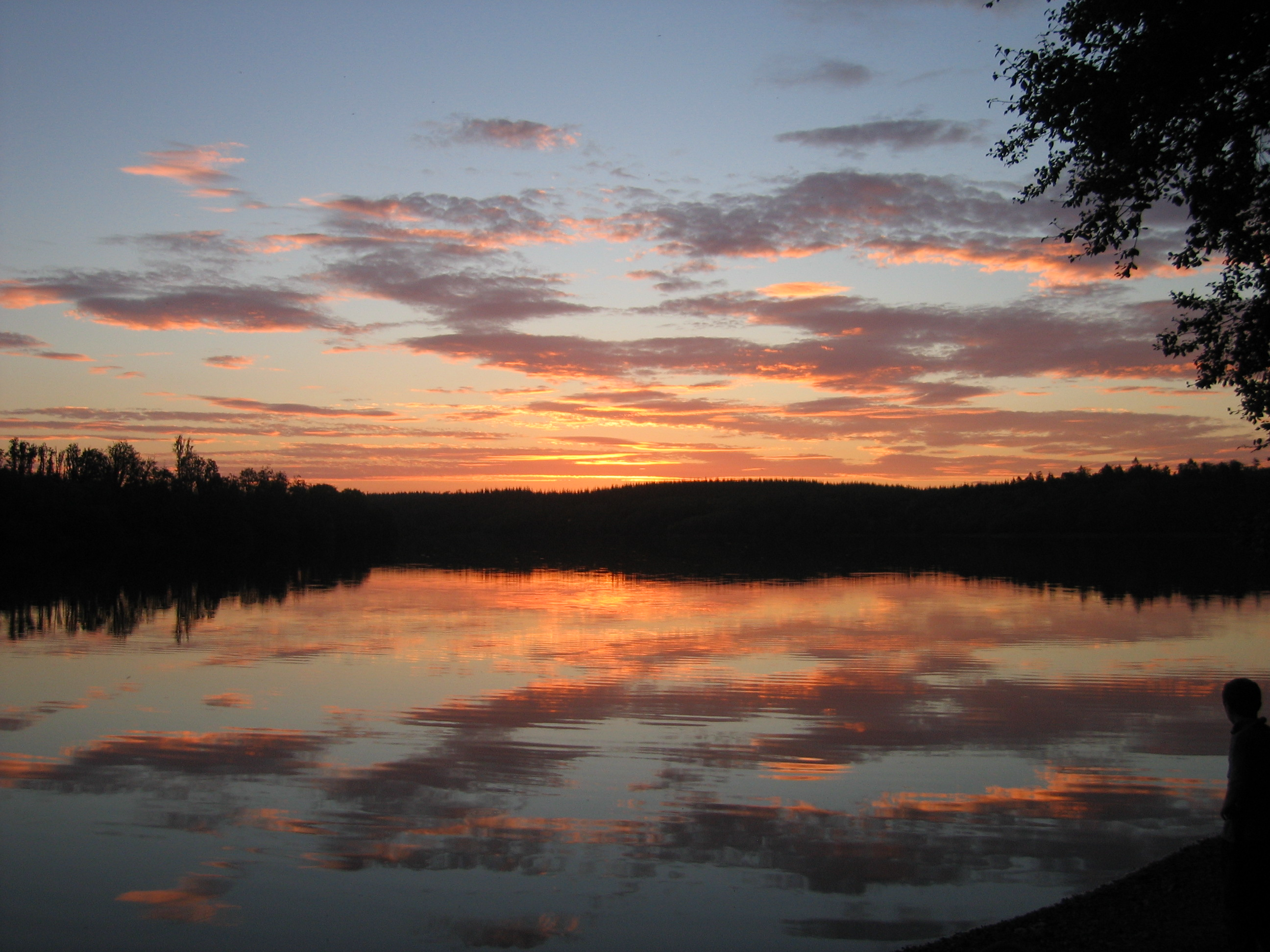
Lough Oughter
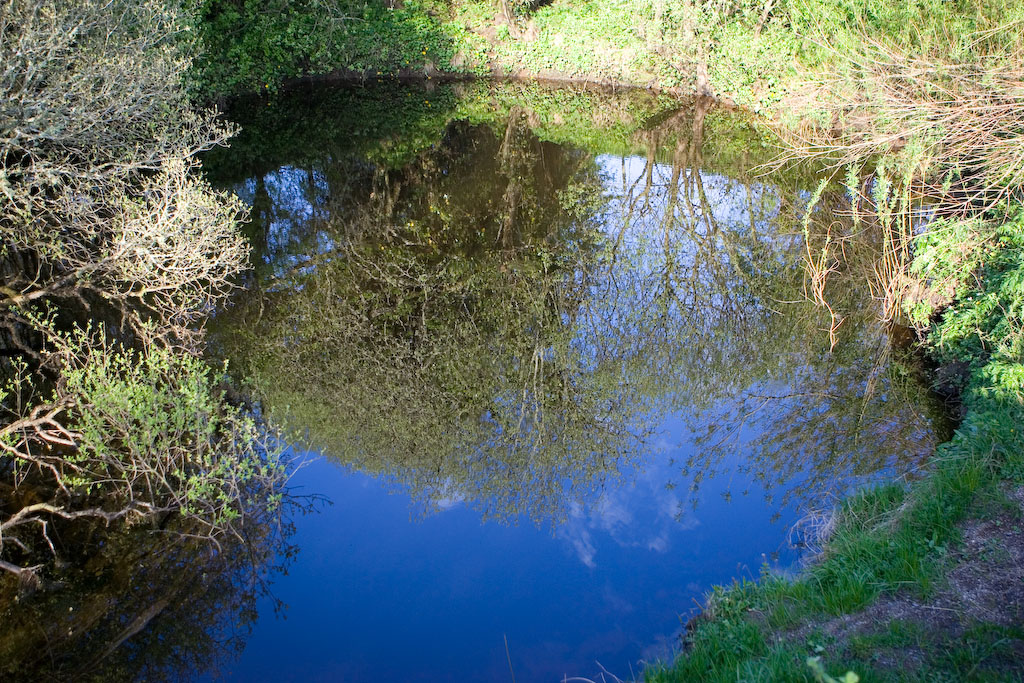
Shannon Pot, sorgente dello Shannon
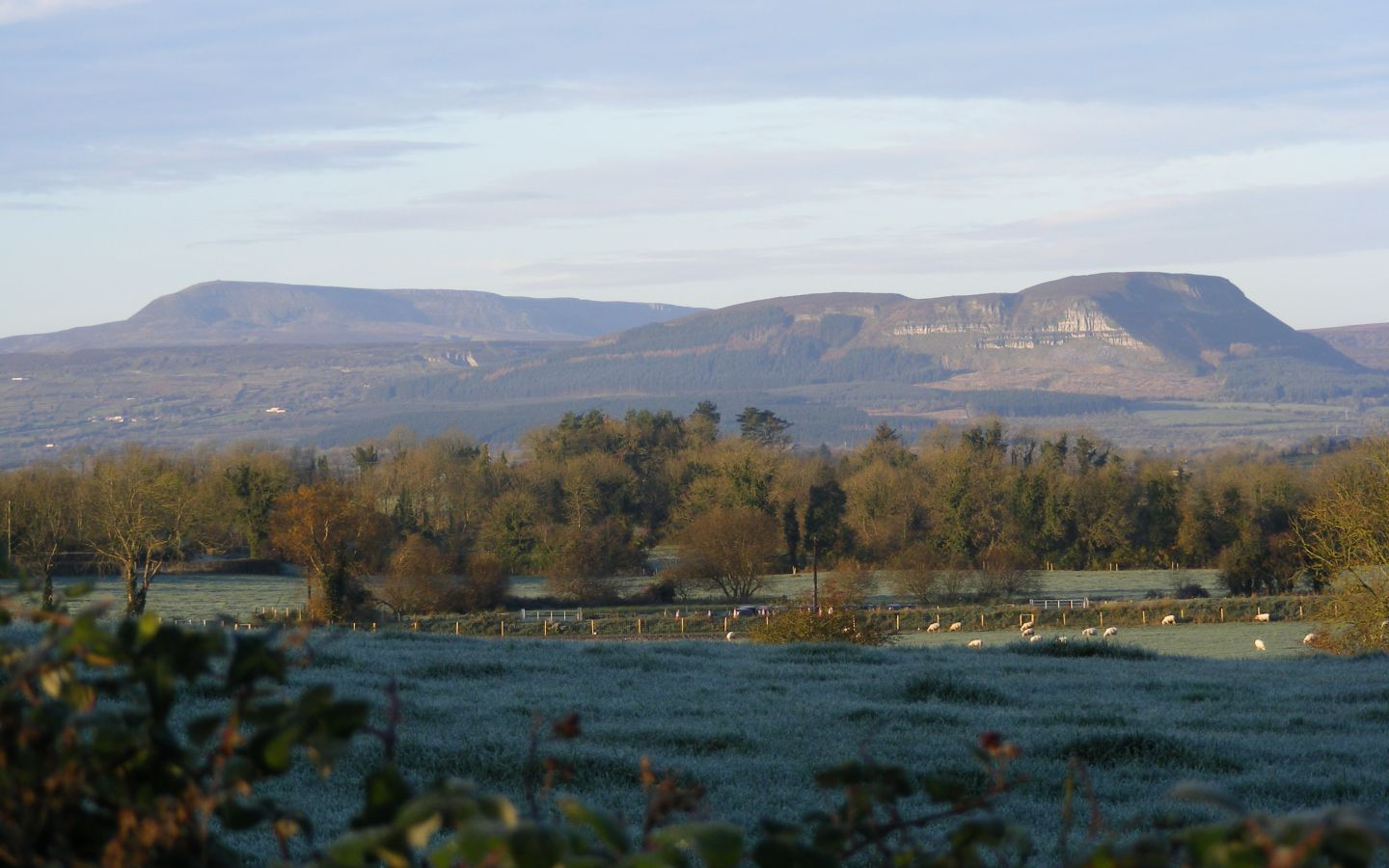
Il Cuilcagh, cima più elevata, a sinistra e il Benaughlin
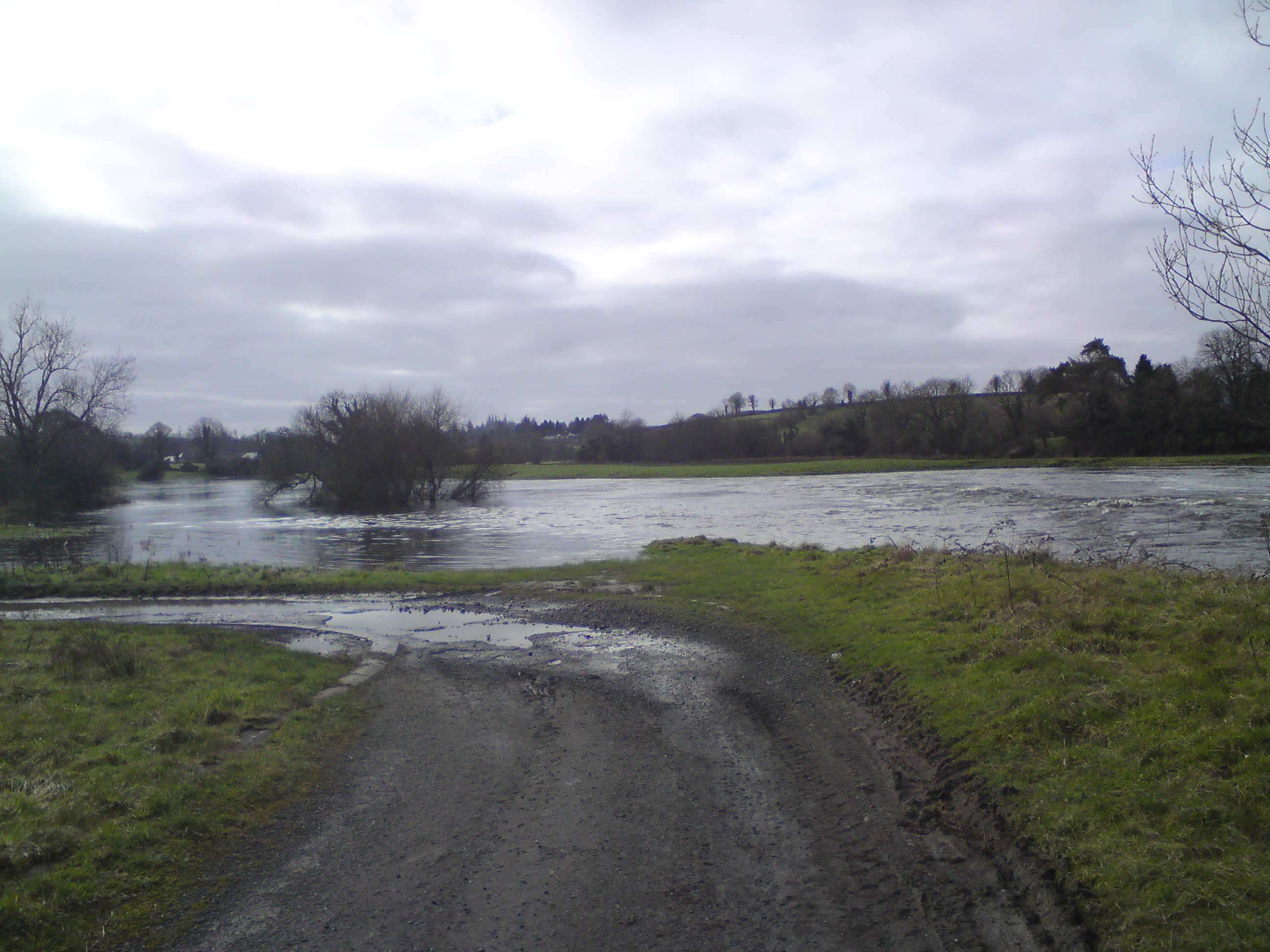
Annalee presso Cavan

## Storia
In tempi medievali l'area del Cavan faceva totalmente parte del piccolo regno di Bréifne orientale, chiamato anche Brefney O'Reilly per il clan dominante. Questo piccolo regno altro non era che la divisione avvenuta nell'XI secolo del più antico e vasto regno di Bréifne. Per questa ragione la contea è chiamata anche colloquialmente, soprattutto in ambito sportivo, Breffni County. Il regno poté sfruttare il territorio circostante come difesa naturale, dato che l'alto numero di drumlin e laghi non rendeva agevole la penetrazione nemica, così come il terreno fangoso e poco drenato era un notevole ostacolo per le invasioni.
Storicamente il Cavan faceva parte della provincia occidentale del Connacht, ma fu trasferito nell'Ulster nel 1584 quando il Bréifne fu reso l'attuale contea. Nel sud l'area del Lough Sheelin era parte del Leinster fino al XIV secolo.
Zone del Cavan furono soggette all'influenza normanna dal XII secolo e i resti di molte fortificazioni 'motte' e 'bailie' sono ancora visibili, in particolare nelle aree orientali della contea, così come manieri considerevoli come Castlerahan e il castello di Clogh Oughter. La presenza di vari ordini monastici ha lasciato resti di abbazie come Drumlane e Trinity Island.
La Plantation of Ulster, avvenuta a partire dal 1610, comportò la fondazione di nuovi insediamenti che portarono poi a originare molti attuali villaggi, per esempio Bailieborough, Cootehill, Killeshandra e Virginia. Le cittadine preesistenti, fra tutte Cavan e Belturbet divennero invece importanti centri commerciali. I tentativi di guerre e rivolte avvenuti a metà del XVII secolo per soppiantare la Plantation fallirono e comportarono solo ulteriori insediamenti di coloni inglesi e scozzesi nella contea, che avviarono una produzione industriale di lino piuttosto fiorente.
Alcune aree del Cavan furono colpite duramente dalla Grande Carestia tra il 1845-49. L'inverno del 1847 è ricordato in maniera particolare per l'alto livello di decessi causati da malattie come tifo e colera. Molti episodi di sfratti e sfollamenti si verificarono durante il XIX secolo, con il caso di spicco del signore di Mountnugent che decise di scacciare più di 200 persone. La famosa ballata By Lough Sheelin Side è basata su questo evento come testimoniato dal prete cattolico del tempo.
Edward Saunderson, fondatore dell'Ulster Unionist Council, nacque nel Cavan. Comunque, quando l'Irish Unionist Party si riunì il 9 giugno 1916, i delegati del Cavan seppero che essi non sarebbero stati inclusi in qualsiasi "esclusione temporanea dell'Ulster" dalla Home Rule; accettarono ma con grande riluttanza.

## Monumenti e luoghi d'interesse

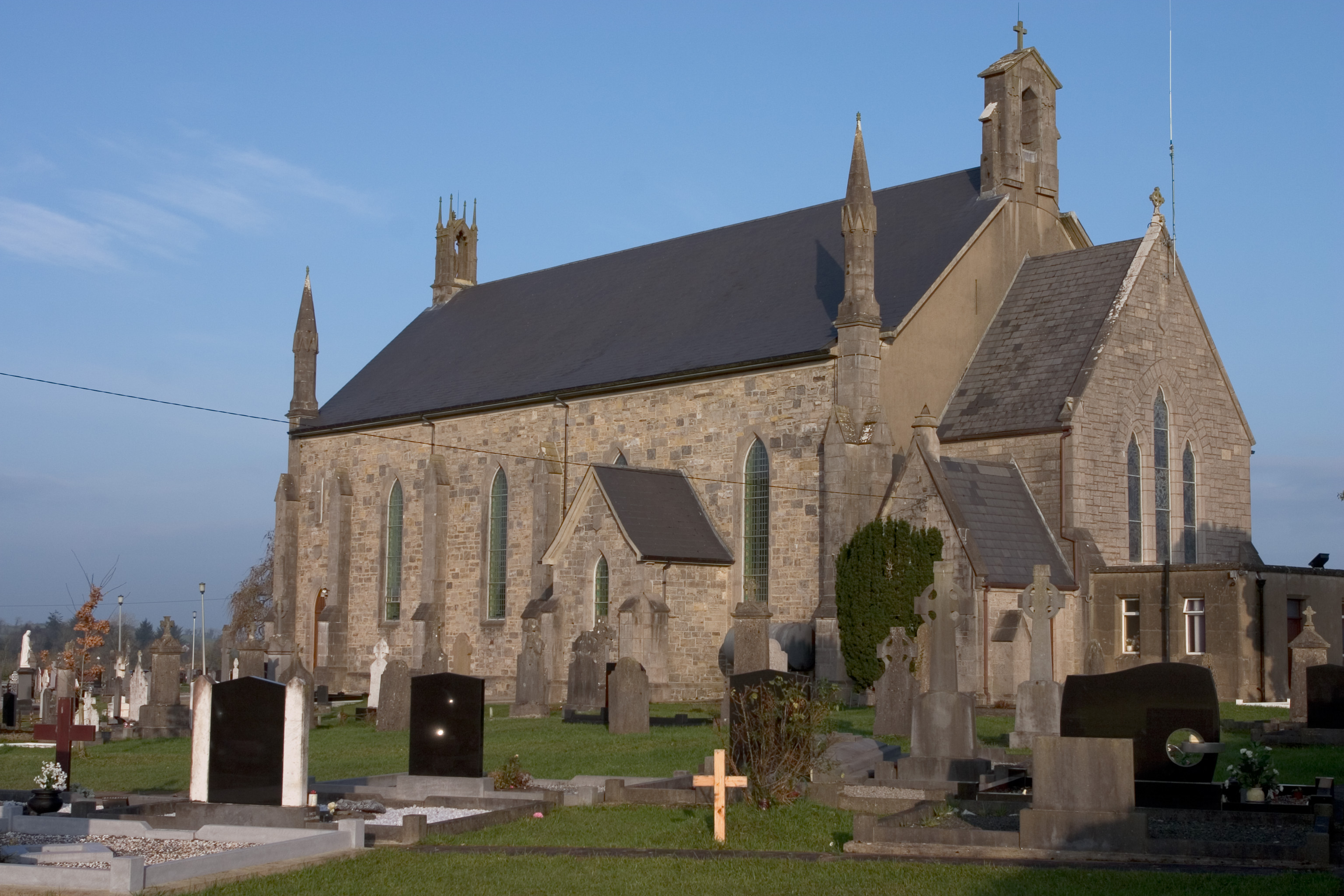
Chiesa di Staghal a Belturbet

- Magh Slécht
- Terry Coyle Park

## Geografia antropica

### Suddivisioni amministrative

#### Cittadine
La county town è Cavan.
Arvagh
Bailieborough, Ballinagh, Ballyhaise, Ballyjamesduff, Bawnboy, Belturbet, Blacklion, Butlersbridge
Cootehill
Dowra, Glangevlin
Kingscourt, Killeshandra
Mullagh
Stradone, Shercock
Virginia